# Тенис на Летњим олимпијским играма 2000.
Такмичења у тенису на Олимпијским играма 2000. у Сиднеју у Аустралији одржана су у Тениском центру Сиднејског олимпијског парка у периоду од 18. септембра до 29. септембра, у мушкој и женској конкуренцији појединачно и у паровима.

## Освајачи медаља
| Дисциплина           | Злато                                             | Сребро                                    | Бронза                                |
| -------------------- | ------------------------------------------------- | ----------------------------------------- | ------------------------------------- |
| мушкарци појединачно | Јевгениј Кафељников Русија                        | Томи Хас Немачка                          | Арно ди Пасквале Француска            |
| мушки парови         | Себастијан Ларо · Данијел Нестор Канада           | Тод Вудбриџ · Марк Вудфорд Аустралија     | Алекс Кореча · Алберт Коста Шпанија   |
| жене појединачно     | Винус Вилијамс Сједињене Државе                   | Јелена Дементјева Русија                  | Моника Селеш Сједињене Државе         |
| женски парови        | Винус Вилијамс · Серена Вилијамс Сједињене Државе | Кристи Богерт · Миријам Ореманс Холандија | Елс Каленс · Доминик ван Рост Белгија |

## Биланс медаља
|   | Држава           | Злато | Сребро | Бронза | Укупно |
| 1 | Сједињене Државе | 2     | 0      | 1      | 3      |
| 2 | Русија           | 1     | 1      | 0      | 2      |
| 3 | Канада           | 1     | 0      | 0      | 1      |
| 4 | Аустралија       | 0     | 1      | 0      | 1      |
| 4 | Немачка          | 0     | 1      | 0      | 1      |
| 4 | Холандија        | 0     | 1      | 0      | 1      |
| 7 | Белгија          | 0     | 0      | 1      | 1      |
| 7 | Француска        | 0     | 0      | 1      | 1      |
| 7 | Шпанија          | 0     | 0      | 1      | 1      |
|   | Укупно (9)       | 4     | 4      | 4      | 12     |